# سوما مشینو
سوما مشینو (ژاپنی: 食野 壮磨؛ زادهٔ ۲۰ مهٔ ۲۰۰۱) یک بازیکن فوتبال اهل ژاپن است.
از باشگاه‌هایی که در آن بازی کرده‌است می‌توان به باشگاه فوتبال گامبا اوساکا اشاره کرد.